# Intangom
Intangom est une commune située dans le département de Tin-Akoff, dans la province d'Oudalan, région du Sahel, au Burkina Faso.

## Géographie
Ce village sahélien est sur le département de Tin-Akoff, dans le nord du Burkina Faso. Il est situé à 5 km du Mali et à 20 km du Niger.

## Histoire
En 2016, le poste de police d'Intangom a subi plusieurs attaques, probablement de forces terroristes intéressées pour s'emparer de l'armement.